# Ernst Rüdiger Starhemberg

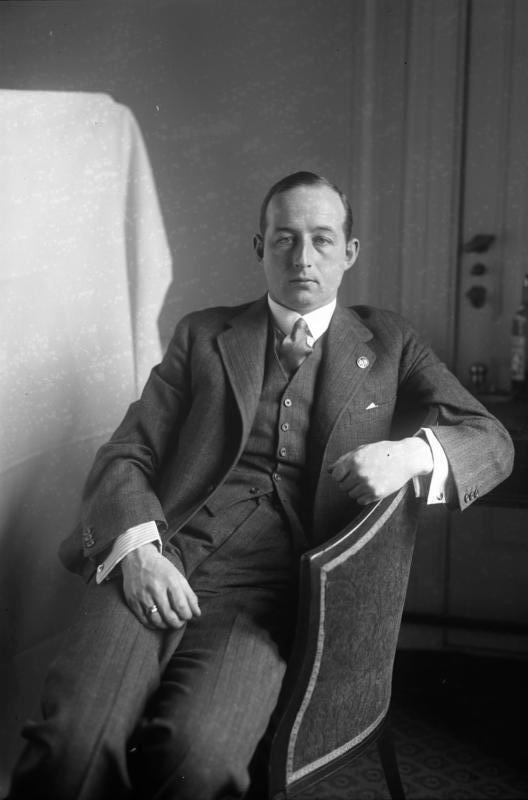
Ernst Rüdiger von Starhemberg

Ernst Rüdiger, Fürst von Starhemberg, född 10 maj 1899, död 15 mars 1956, österrikisk politiker, som var vicekansler 1934-1936.
Som ledare av Heimwehr 1930-1936 (inlemmat i Fosterländska fronten 1936) och Fosterländska fronten 1934-1936 spelade Starhemberg en framträdande politisk roll. Han verkade under några dagar som tillförordnad regeringschef efter mordet på förbundskansler Engelbert Dollfuß i juli 1934 men tvingades stå tillbaka för Dollfuß' protegé, Kurt von Schuschnigg och insvors istället som vicekansler. Starhemberg förde en aktiv roll i regimen och ledde ett nära samarbete med Mussolini, men tvingades lämna Österrike sedan sviktande stöd hos Italien lett till att tyska trupper kunde tåga in i landet 1938. Under andra världskriget var han frivillig flygförare i det fria franska flygvapnet. Efter kriget återfick han 1955 efter en lång rättsstrid de egendomar som Hitlertyskland konfiskerat 1939 och som den österrikiska regeringen vägrat återlämna. 
Han gav ut sina memoarer Between Hitler and Mussolini (svensk översättning av Nils Holmberg, Bonniers förlag, Mellan Hitler och Mussolini 1942).

## Giftermål
Starhemberg gifte sig med:
- Altgräfin Marie-Elisabeth zu Salm-Reifferscheidt-Raitz (1908-1984), gift 9 september 1928, skilda 27 november 1937. Hon hade inga barn, men antog 1973 som sin arvtagare, en kusin, Maria Elisabeth (Marielies) Leopoldine Hippolyta, Altgräfin zu Salm-Reiferscheidt-Raitz (född 1931).
- Nora Gregor (1901-1949), teater- och filmskådespelerska, gift 2 december 1937. De fick ett barn, som föddes före äktenskapet, Heinrich Rüediger Gregor (1934-1997, känd från 1937 som prins Heinrich Rüediger Karl Georg Franciscus von Starhemberg).